# Podochlus longisetus
Podochlus longisetus är en tvåvingeart som beskrevs av Lars Zakarias Brundin 1966. Podochlus longisetus ingår i släktet Podochlus och familjen fjädermyggor. Inga underarter finns listade i Catalogue of Life.